# Isoalloxazin

Vzorec pteridinu

Isoalloxazin (3H,10 H)-benzo[g]pteridin-2,4-dion, vzorec C10H6N4O2) je organická sloučenina, jejíž struktura je tvořena dusíkatou heterocyklickou sloučeninou se třemi cykly a dvěma oxoskupinami. Je odvozen od pteridinu přidáním dalšího cyklu.
Isoalloxazin tvoří žlutozelené krystalky, jejichž roztoky silně fluoreskují.

Vzorec isoalloxazinu

Isoalloxacin je důležitým strukturním prvkem flavinů. Název flaviny pochází z latinského flavus (žlutý), protože ve své oxidované formě jsou žluté a ve své redukované formě jsou bezbarvé. Isoalloxazin se tak vyskytuje v životně důležitých sloučeninách jako je například riboflavin nebo koenzymy FAD a FMN.

## Syntéza isoalloxazinu
Isoalloxaziny jsou snadno dostupné synteticky prostřednictvím derivátů uracilu. Následující obrázek znázorňuje jednoduchou cestu syntézy:

Syntéza isoaloxazinových derivátům přes deriváty uracilu

## Izomer isoalloxazinu - alloxazin

Alloxazin

Izomer k isoalloxazinu je alloxazin, (1H,3 H) -benzo[g]pteridin-2,4-dion, vzorec C10H6N4O2). Alloxazin je ve svých vlastnostech velmi podobný isoalloxazinu, má ale mnohem menší význam.
Isoalloxazin a jeho izomer alloxazin jsou vlastně tautomery uracilu. Tato reakce běžně představuje migraci atomu vodíku či protonu, doplněná prohozením jednoduché vazby a k ní přiléhající vazby dvojné. Vzhledem k rychlému přechodu jednoho izomeru v jiný se tautomery obecně považují za totožné sloučeniny.

## Deriváty isoalloxazinu - flaviny

Obecný vzorec flavinů

Flaviny jsou tvořeny heterocyklem isoalloxazinem s 18 klíčovými atomy, které tvoří jeho charakteristickou tricyklickou strukturu. Různé flaviny se liší navázanou R-skupinou.
Flavinova skupina je schopna podstoupit oxidačně-redukční reakce a může přijmout buď jeden elektron ve dvoustupňovém procesu nebo dva elektrony najednou. Redukce se provádí přidáním atomů vodíku ke specifickým atomům dusíku v isoalloxazinových cyklech:

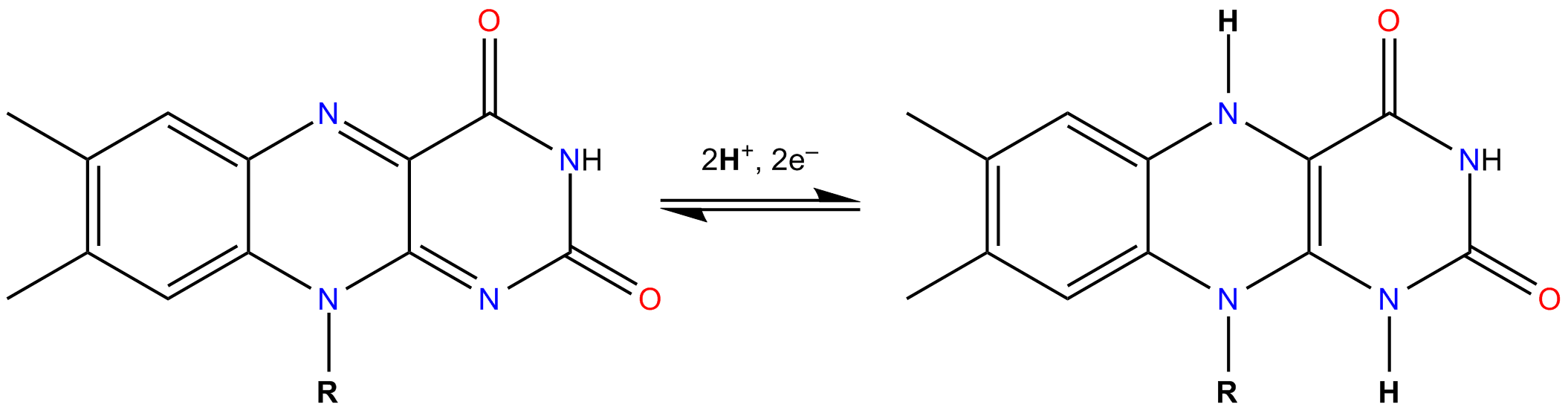
Rovnováha mezi oxidovanou a redukovanou formou flavinů

Flaviny jsou základem několika životně důležitých sloučenin. Flavinová část je často spojena s adenosindifosfátem za vzniku flavinadeninudinukleotidu (FAD), flavinmononukleotidu (FMN), fosforylovaná forma je součástí riboflavinu. V jedné nebo druhé z těchto forem je flavin přítomen jako protetická skupina ve flavoproteinech.